# بایبرد
بایبرد (به ارمنی: [] Error: {{Lang}}: فاقد متن (راهنما)) یک روستا در ارمنستان است که در استان آرارات واقع شده‌است.  در  کیلومتری [[]]، مرکز استان واقع شده‌است.

## خصوصیات
'  نفر جمعیت دارد و در ارتفاع  متر بالاتر از سطح دریا قرار گرفته‌است.